# Macchina di Winter

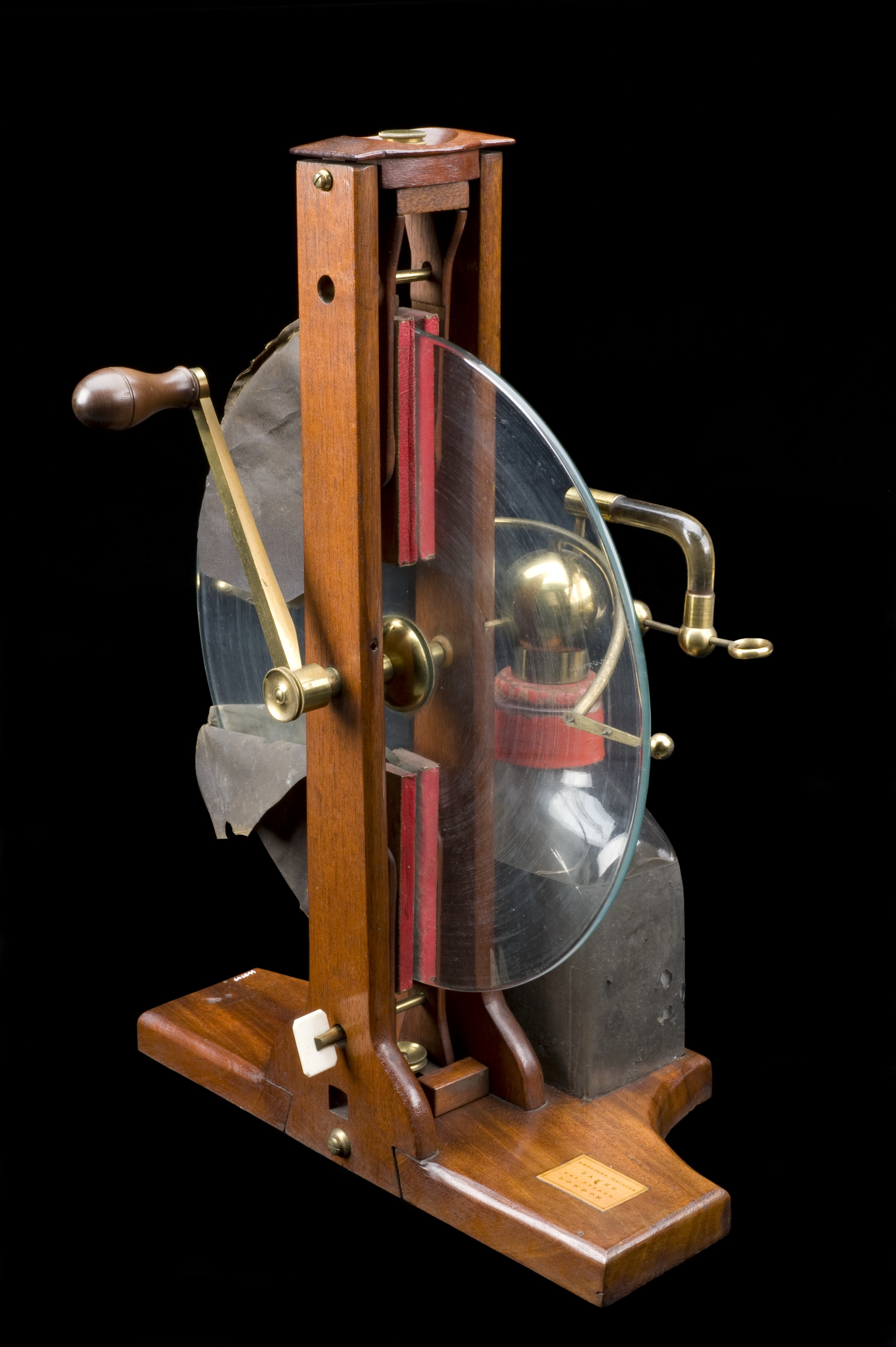
Macchina elettrostatica con principio di funzionamento simile a quello della macchina di Winter

La macchina di Winter è una macchina elettrostatica, ovvero generatrice di carica elettrica, creata dal professore tedesco Carl Winter nel 1865.
La macchina di Winter produce carica elettrica tramite strofinio. È composta in un disco di vetro, che viene fatto ruotare intorno a un asse orizzontale di legno tramite una manovella, e da una coppia di cuscinetti, di pelle o di velluto, serrata sul bordo del disco. In posizione opposta si trova un pettine o una coppia di pettini di ottone che abbraccia il disco di vetro senza toccarlo. Collegato al pettine di ottone tramite un'asta dello stesso materiale vi è un conduttore cavo anch'esso di ottone, dalla forma sferica o più allungata. Il tutto è fissato a un sostegno di materiale isolante, generalmente legno o vetro.
Mettendo in azione la manovella, il disco di vetro ruota e per strofinio si carica positivamente, poiché cede elettroni ai cuscinetti, che si caricano dunque negativamente. Così nei pettini di ottone, che è un materiale conduttore, vi è un accumulo di cariche negative nelle punte, cioè nella parte più vicina al disco di vetro, e quindi per induzione vi è un accumulo di cariche positive nel conduttore cavo di ottone, che è collegato ai pettini. In questo modo il dispositivo consente di ottenere elettricità positiva concentrata nel conduttore cavo, utile per esperienze in vari ambiti e per applicazioni in campo medico.
Di questo tipo di macchina esistono diverse varianti. Ad esempio all'estremità del conduttore cavo di ottone può essere fissato un piccolo elettroscopio di Canton, che consiste in un'asticella mobile sostenuta da un'asta fissata al conduttore, entrambe in metallo. Quando lo strumento è caricato elettricamente, l'asticella mobile si allontana dall'asta di sostegno a causa della forza di repulsione che agisce tra cariche dello stesso segno, e l'angolo che descrive è misurabile grazie a una scala graduata. L'elettroscopio permette di rilevare e misurare la quantità di carica positiva nel conduttore cavo di ottone. Un'altra variante della macchina ha un secondo conduttore sferico ricurvo collegato ai cuscinetti. Il secondo conduttore è chiamato conduttore negativo, in contrapposizione al conduttore principale che raccoglie le cariche positive, e raccoglie le cariche negative acquistate dai cuscinetti stessi. Infine al conduttore positivo può essere collegato un anello di legno con anima metallica, che aumenta la capacità di “accumulo” di cariche positive nel conduttore stesso.